# Maccabi Netanja
Der Maccabi Netanja FC (hebräisch מועדון כדורגל מכבי נתניה – Moadon Kaduregel Maccabi Netanya) ist ein 1934 gegründeter israelischer Fußballverein aus Netanja.

## Geschichte
Der Verein wurde im Jahr 1934 in der israelischen Stadt Netanja gegründet. Seitdem haben sie in über 40 Saisons in der Ersten Israelischen Liga gespielt.
Die erfolgreichste Zeit hatte Maccabi Netanja in den 1970ern und Anfang der 1980er Jahre. Damals nannte man die israelische Liga auch umgangssprachlich „Netanja und die anderen 15“. Ein großer Teil der damaligen Israelischen Fußballnationalmannschaft stammte aus Netanja.
1978 konnte der Verein mit dem Gewinn des Staatspokals und dem Meistertitel in der Liga das Double holen.
Mitte der 1990er Jahre stieg der Verein in die zweite Liga (Liga Leumit) ab und blieb dort für mehrere Jahre. Zwischenzeitlich konnte Maccabi Netanja zwar wieder aufsteigen, musste aber den direkten Wiederabstieg hinnehmen.
Seit der Saison 2005/06 spielt der Verein wieder in der ersten Liga. Starke Lokalrivalität besteht zum ebenfalls in Netanja ansässigen Beitar Nes Tubruk.
2006 wurde der Verein vom deutschen Geschäftsmann Daniel Jammer für eine Million Euro gekauft. Er brachte viele neue Spieler in die Mannschaft u. a. den costa-ricanischen Rekordnationalspieler Luis Marín. Des Weiteren baute er eine Jugendarbeit auf und warb viele Investoren und Sponsoren für den Verein.
In der Saison 2008/09 übernahm der deutsche Trainer und ehemalige Fußballweltmeister Lothar Matthäus das Traineramt des Vereins. Der ursprünglich bis 2010 laufende Vertrag wurde jedoch bereits zum Ende der Saison wieder aufgelöst. Auf europäischer Ebene kassierte die Mannschaft eine herbe Niederlage im Rückspiel gegen Galatasaray Istanbul mit 6:0 am 6. August 2009. Das Hinspiel hatte Netanja auch mit 1:4 verloren.
Die Saison 2011/12 schloss man als Tabellenvierter, punktgleich mit dem Vize-Meister, ab, wodurch man sich für die 2. Qualifikationsrunde der UEFA Europa League in der folgenden Saison qualifizierte. Dort traf man auf den finnischen Vertreter Kuopion Palloseura, gegen den man aufgrund der Auswärtstorregel ausschied (1:2-Heimniederlage im Hinspiel, 1:0-Auswärtssieg im Rückspiel). In der Liga, in der man ab Oktober 2012 im neueröffneten Netanja-Stadion spielte, belegte man den vorletzten Platz, welcher den Abstieg bedeutete.

## Trainer
- Lothar Matthäus (2008–2009)
- Ronny Levy (2015)
- Raymond Atteveld (2020–2021)

## Spieler
- Mordechai Spiegler (1957–1961) Jugend, (1962–1972, 1974–1975, 1975–1978) Spieler
- Ronny Levy (1974–1985) Jugend, (1985–1989, 1990–1992) Spieler
- David Pizanti (1977–1980) Jugend, (1980–1985, 1989–1996) Spieler
- Luis Marín (2006–2009)
- Almog Cohen (2006–2010)
- Tim Heubach (2017–2020)

## Erfolge
- Israelische Meisterschaft: 1971, 1974, 1978, 1980, 1983
- Israelischer Fußballpokal: 1978
- Israelischer Pokalfinalist: 1954 1970 2014 2019
- UEFA Intertoto Cup: 1978, 1980, 1983, 1984